# Aupa Etxebeste!
Aupa Etxebeste! és una pel·lícula espanyola del 2005 dirigida per Asier Altuna i Telmo Esnal. Està rodada íntegrament en basc, encara que existeix una versió doblada al castellà. Ha estat la pel·lícula en basc més vista fins que es va estrenar Handia amb 71.951 espectadors i una recaptació de 341.462,88 euros.

## Argument
El mateix dia que els Etxebeste surten de vacances es queden sense diners. Passaran les vacances amagats a casa per a mantenir les aparences enfront dels veïns del poble, ja que s'acosten les eleccions i Patricio és candidat a l'alcaldia. Els Etxebeste aprofiten la seva estada clandestina a casa per a tirar-se en cara mentides i misèries, però al seu torn passaran les millors vacances de la seva vida.

## Reparteixo
Els actors principals són:
- Ramon Agirre Lasarte: Patrizio
- Elena Irureta: María Luisa
- Paco Sagarzazu: Luciano
- Iban Garate: Iñaki
- Iñake Irastorza Axun
- Patxi González: Exenarro
- José Mari Agirretxe: Julián
- Felipe Barandiaran: Juan
- Ane Sánchez: Maite
- Guillermo Toledo: lladre
- Luis Tosar: lladre

## Palmarès cinematogràfic
- Premi de la Joventut al Festival de Cinema de Sant Sebastià.[5][6]
- Guanyador del Festival Internacional de Cinema de Siena (Itàlia).
- Nominada al Goya al millor director novell[7]